# Кавасакі Фронтале

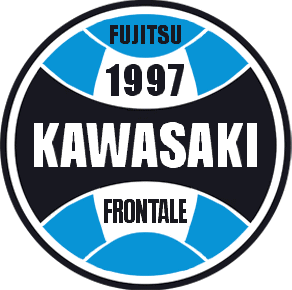
Старий логотип клубу

«Кавасакі Фронтале» (яп. 川崎フロンターレ) — японський футбольний клуб, який виступає в Джей-лізі 1. Команда базується в місті Кавасакі (Канаґава), Префектура Канаґава, на південь від Токіо. Домашні матчі проводять на «Спортивному стадіоні Тодорокі» в районі Накахара, в центральній частині міста Кавасакі.

## Історія
Заснований в 1955 році заснований як Футбольний клуб «Фуджитсу». Клуб став одним з багатьох представників міста в Японській Футбольній Лізі, в тому числі й з Юміурі (Токіо Верді 1969), Тошиба (Консадоле Саппоро) та СК Ніппон Кокан (зараз не існує). У Першому дивізіоні Японської Футбольної Ліги команда дебютувала в 1977 році, проте вже наступного сезону «Фуджится» вилетів до нижчого дивізіону, в якому й виступав до 2000 року, коли вперше після тривалої перерви повернувся до Джей-ліги 1.
Загалом клуб тричі в своїй історії ставав одним зі співзасновників другого дивізіону японського чемпіонату: Другому дивізіоні ЯФЛ (1972), Японської Футбольної Ліги (1992) та Японської Джей-ліги 2 (1999).
«Фуджитсу» отримав професіональний статус в 1997 році й одразу ж змінив свою назву на «Фронтале». Логотип та кольори клубу були запозичені від бразильського «Греміу», оскільки обидва клуби уклали угоду про співпрацю 26 березня 1997 року. В 1999 році команда виступала в Джей-лізі 2 й одразу ж стала переможницею чемпіонату. Але наступного сезону посів місце в нижній частині першого дивізіону національного чемпіонату й покинув його. В 2004 році клуб повторно став переможцем Джей-ліги 2 й повернувся до першого дивізіону. У зв'язку з тим, що їх принциповий противник з того ж міста обирав шлях ліквідації або переїду, «Фронтале» розпочав будівництво власної бази в місті.
У 2006 році команда досягла найбільшого успіху в своїй історії, стала віце-чемпіоном Джей-ліги 1. А вже в 2007 році клуб дебютував у Ліги чемпіонів АФК й став першим японським футбольним клубом, який вийшов до групової стадії цього престижного турніру, після чого це ж досягнення повторив «Урава Ред Даймондс». Проте «Кавасакі» поступився в 1/4 фіналу іранському «Сепахану», в серії післяматчевих пенальті, після того як обидва матчі між цими суперниками завершилися нульовою нічиєю.
Кавасакі виступав досить стабільно, тому регулярно постачав гравців для збірної Японії. Першим гравцем, якого було викликано до національної збірної став захисник Мінова Юсинобу. Після завершення Чемпіонату світу 2006 року півзахисник Накамура Кенго та нападник Ганаха Кадзукі стали новими гравцями збірної, особливо це стосується Накамури Кенго на його позиції, обидва гравці й до цих пір викликаються до табору національної збірної. Потім воротар Кавасіма Ейдзі дебютував на Східноазійських ігор 2008 року, але він все ж пропустив один м'яч від свого партнера по чемпіонату, Чонг Те Се, який виступає в складі збірної КНДР. У травні того ж року, Теради Сюхей був також викликаний до збірної Японії.

## Досягнення
- 2-ий дивізіон Японської футбольної ліги/Японська Футбольна Ліга (1992—1998)/Джей-ліга 2:
  -  Чемпіон (3): 1976, 1999, 2004
  -  Срібний призер (3): 1974, 1980, 1998

- Японська регіональна ліга (Ліга Канто):
  -  Чемпіон (1): 1968

- Джей-ліга
  -  Чемпіон (4): 2017, 2018, 2019, 2020

- Кубок Імператора:
  - Володар кубка (2): 2020, 2023

- Кубок Джей-ліги:
  - Володар кубка (1): 2019

- Суперкубок Японії:
  - Володар суперкубка (3): 2019, 2021, 2024

## Статистика виступів та результати

### У Джей-лізі
| Сезон | Ліга          | Місце   | Іг | О   | В  | Н  | П  | Середня відвідуваність |
| ----- | ------------- | ------- | -- | --- | -- | -- | -- | ---------------------- |
| 1999  | Дж2           | 1 / 10  | 36 | 73  | 25 | 3  | 8  | 5,396                  |
| 2000  | Дж1 1-ий етап | 15 / 16 | 15 | 10  | 3  | 2  | 10 | 7,439                  |
| 2000  | Дж1 2-ий етап | 15 / 16 | 15 | 11  | 3  | 1  | 11 | 7,439                  |
| 2000  | Дж1 Загалом   | 16 / 16 | 30 | 21  | 6  | 3  | 21 | 7,439                  |
| 2001  | Дж2           | 7 / 12  | 44 | 60  | 20 | 3  | 21 | 3,784                  |
| 2002  | Дж2           | 4 / 12  | 44 | 80  | 23 | 11 | 10 | 5,247                  |
| 2003  | Дж2           | 3 / 12  | 44 | 85  | 24 | 13 | 7  | 7,258                  |
| 2004  | Дж2           | 1 / 12  | 44 | 105 | 34 | 3  | 7  | 9,148                  |
| 2005  | Дж1           | 8 / 18  | 34 | 50  | 15 | 5  | 14 | 13,658                 |
| 2006  | Дж1           | 2 / 18  | 34 | 67  | 20 | 7  | 7  | 14,340                 |
| 2007  | Дж1           | 5 / 18  | 34 | 54  | 14 | 12 | 8  | 17,338                 |
| 2008  | Дж1           | 2 / 18  | 34 | 60  | 18 | 6  | 10 | 17,565                 |
| 2009  | Дж1           | 2 / 18  | 34 | 64  | 19 | 7  | 8  | 18,847                 |
| 2010  | Дж1           | 5 / 18  | 34 | 54  | 15 | 9  | 10 | 18,562                 |
| 2011  | Дж1           | 11 / 18 | 34 | 44  | 13 | 5  | 16 | 17,340                 |
| 2012  | Дж1           | 8 / 18  | 34 | 50  | 14 | 8  | 12 | 17,807                 |
| 2013  | Дж1           | 3 / 18  | 34 | 60  | 18 | 6  | 10 | 16,644                 |
| 2014  | Дж1           | 6 / 18  | 34 | 55  | 16 | 7  | 11 | 16,661                 |
| 2015  | Дж1           | 5 / 18  | 34 | 59  | 18 | 5  | 11 | 20,999                 |

|  | Грав у 1-му дивізіоні чемпіонату |
|  | Грав у 2-му дивізіоні чемпіонату |

### У національному кубку
| Рік  | Кубок Імператора | Кубок Джей-ліги   |
| ---- | ---------------- | ----------------- |
| 1997 | 3-ій раунд       | не брав участі    |
| 1998 | 3-ій раунд       | Груповий етап     |
| 1999 | 4-ий раунд       | 1-ий раунд        |
| 2000 | 3-ій раунд       | Фіналіст          |
| 2001 | 1/2 фіналу       | 1/4 фіналу        |
| 2002 | 1/4 фіналу       | Не кваліфікувався |
| 2003 | 4-ий раунд       | Не кваліфікувався |
| 2004 | 5-ий раунд       | Не кваліфікувався |
| 2005 | 1/4 фіналу       | Груповий етап     |
| 2006 | 5-ий раунд       | 1/2 фіналу        |
| 2007 | 1/2 фіналу       | Фіналіст          |
| 2008 | 5-ий раунд       | Груповий етап     |
| 2009 | 1/4 фіналу       | Фіналіст          |
| 2010 | 4-ий раунд       | 1/2 фіналу        |
| 2011 | 4-ий раунд       | 2-ий раунд        |
| 2012 | 4-ий раунд       | Груповий етап     |
| 2013 | 1/4 фіналу       | 1/2 фіналу        |
| 2014 | 3-ий раунд       | 1/4 фіналу        |
| 2015 | 4-ий раунд       | Груповий етап     |

### Японська футбольна ліга (Джей ФЛ)
| Сезон | Ліга    | Місце         | Іг. | Щ  | В(90хв/ЕТ/Пен.) | Н | П(90хв/ЕТ/Пен.) | Середня відвідуваність |
| ----- | ------- | ------------- | --- | -- | --------------- | - | --------------- | ---------------------- |
| 1997  | Джей ФЛ | 3 / 16        | 30  | 67 | 23(21/2/0)      | - | 7(4/3/0)        | ?                      |
| 1998  | Джей ФЛ | Фіналіст / 16 | 30  | 68 | 23(22/1/0)      | - | 7(5/2/0)        | ?                      |

- Очки: Перемога протягом 90-хв — 3 очки, Перемога в екстра-таймі (правило золотого голу) — 2 очки, Перемога в серії післяматчевих пенальті по завершенні екстра-тайму — 1 очко, будь-яка поразка — 0 очок
- В 1998 році, Кавасакі брав участь у «„J1 Participation Tournament“», але вибув у 1-му раунді.

### Головні міжнародні змагання
| Сезон | Змагання           | Результат     | Середня відвідуваність |
| ----- | ------------------ | ------------- | ---------------------- |
| 2007  | Ліга чемпіонів АФК | 1/4 фіналу    | 10,961                 |
| 2009  | Ліга чемпіонів АФК | 1/4 фіналу    |                        |
| 2010  | Ліга чемпіонів АФК | Груповий етап |                        |
| 2014  | Ліга чемпіонів АФК | 1/16 фіналу   |                        |

## Принципові протистояння
Найпринциповішим суперником «Фронтале» є ФК «Токіо», матчі цих суперників називають «Тамагава Класіко». Ці суперники вперше зустрілися між собою в Другому дивізіоні Японської Футбольної Ліги в 1991 році та змагалися між собою за право виходу до Джей-ліги в 1990-их роках. Обидва клуби також були співзасновниками Джей-ліги-2 в 1999 році, і хоча Фронтале відразу ж вилетіли з чемпіонату, проте в 2005 році повернулися до ліги й з тих пір це протистояння відновилося.
Іншим клубом, який також брав участь в Тамагава Класіко, є Токіо Верді 1969, який спочатку також базувався в Кавасакі, але в 2000 році переїхав до Шофу, Токіо. Свого часу обидва клуби були співзасновниками другого дивізіону Японської Футбольної Ліги (1972 рік), і хоча це суперництво тривало протягом 20 сезонів (з 1979 по 1999 роки) в різних дивізіонах, футбольні вболівальники з Кавасакі відмовилися вболівати за Верді та почали підтримувати Фронтале, як за клуб, який залишився вірний общині, з тих пір ці команди помінялися місцями, в той час як Фронтале постійно виступав у вищих дивізіонах національного чемпіонату, Верді поступово скочувалися до нижчих ярусів японських футбольних змагань, особливо з 2005 року.

## Відомі гравці
- Кавасіма Ейдзі
- Окубо Йосіто
- Інамото Дзюніті
- Морімото Такаюкі
- Накамура Кенго
- Судзукі Такаюкі
- Ямагісі Сатору
- Окімуне Тосіхіко
- Кікуті Сінкіті
- Сома Наокі
- Терада Сюхеї
- Ямасе Кодзі
- Кобаясі Ю
- Танігуті Сього
- Осіма Рьота
- Ноґуті Кодзі
- Чонг Те Се
- Галк
- Гвідо Альваренга
- Інамото Дзюніті
- Кавасіма Ейдзі
- Накамура Кенго
- Чонг Те Се
- Окубо Йосіто
- Момоду Мутаїру

## Відомі тренери (1997—)
| Тренер                           | Нац.     | Період                                                                             |
| -------------------------------- | -------- | ---------------------------------------------------------------------------------- |
| Саіто Кадзуо                     | Японія   | 1997 (подав у відставку у перерві сезону)                                          |
| Жозе Евералду Томазотті П'єротті | Бразилія | 1997 (до завершення сезону)                                                        |
| Роберту ді Алмейда               | Бразилія | 1998–99 (подав у відставку у перерві сезону)                                       |
| Мацумото Ікуо                    | Японія   | 1999 (до завершення сезону)                                                        |
| Жозе Луїш Феррейра Родрігеш      | Бразилія | 2000 (подав у відставку у перерві сезону)                                          |
| Імаї Тотіякі                     | Японія   | 2000 (після Зеки, подав у відставку)                                               |
| Кобаяті Гіроті                   | Японія   | 2000 (до завершення сезону)                                                        |
| Горії Йотіхару                   | Японія   | 1 січ. 2001 – 30 чер. 2001 (подав у відставку у перерві сезону)                    |
| Ітізакі Нобугіро                 | Японія   | 1 лип. 2001 – 31 гр. 2003 (після Горії)                                            |
| Секізука Такаті                  | Японія   | 1 січ. 2004 – 30 кв. 2008 (подав у відставку у перерві сезону, за станом здоров'я) |
| Такагата Цумоту                  | Японія   | 1 тр. 2008 – 31 гр. 2008 (до завершення сезону)                                    |
| Секізука Такаті                  | Японія   | 1 січ. 2009 – 31 гр. 2009 (повернутий)                                             |
| Такагата Цумоту                  | Японія   | 1 січ. 2010 – 31 гр. 2010 (повернутий)                                             |
| Сома Наокі                       | Японія   | 1 січ. 2011 – 11 кв. 2012 (подав у відставку у перерві сезону)                     |
| Мошизукі Тацуя                   | Японія   | 12 кв. 2012 – 22 кв. 2012 (в.о.)                                                   |
| Кадзама Яхіро                    | Японія   | 23 квітня 2012–                                                                    |